# 埼玉県道365号鎌塚鴻巣線

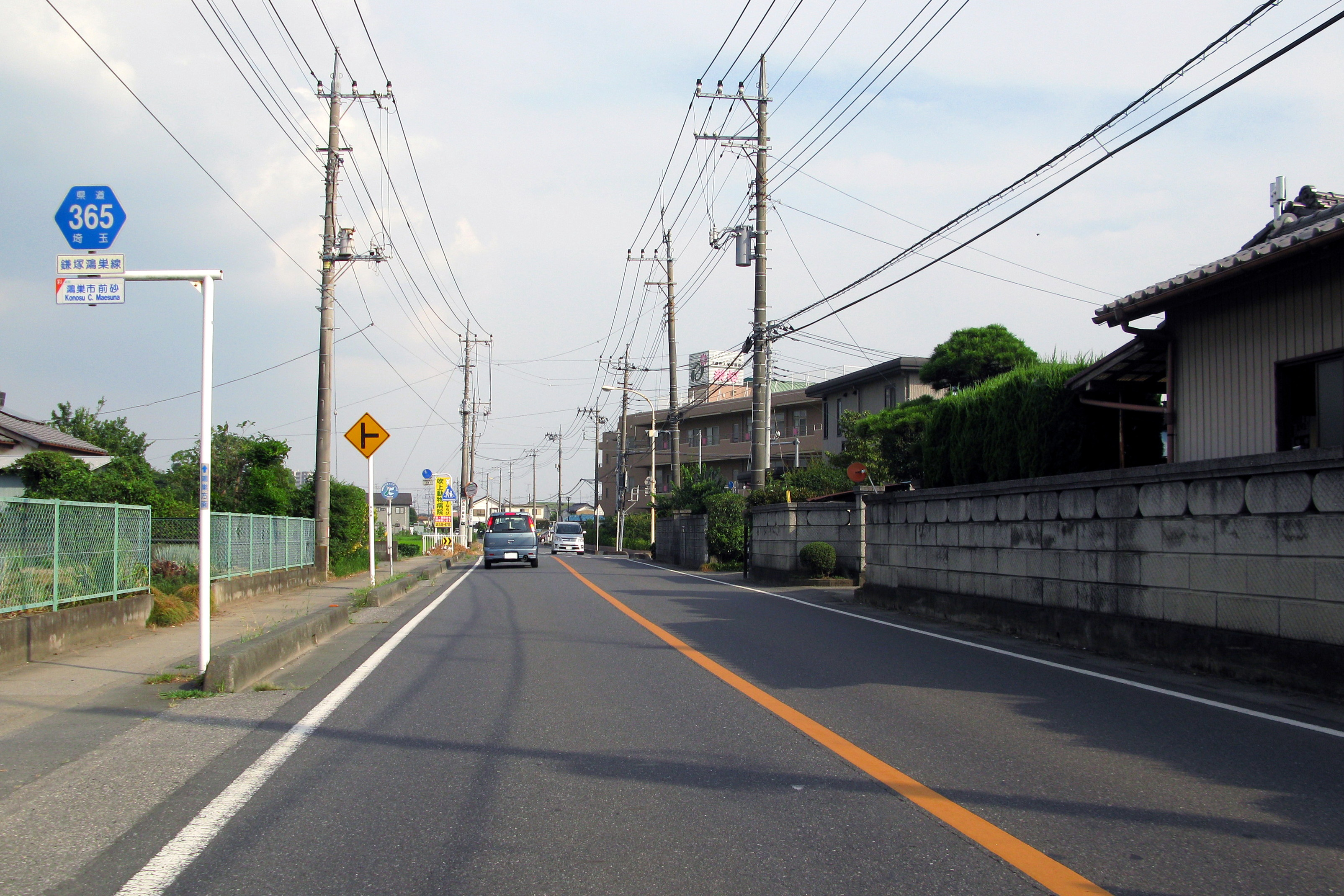
鴻巣市前砂地区

埼玉県道365号鎌塚鴻巣線（さいたまけんどう365ごう かまつかこうのすせん）は、埼玉県鴻巣市にある県道（一般県道）である。

## 概要
鴻巣市吹上地区鎌塚の国道17号鎌塚(北)交差点より南東方向に
向かい、同筑波交差点手前（※）の分岐点を曲がり、第四中仙道踏切にて高崎線の線路を渡る。
※ 筑波交差点を経由しているように見えるが、実際は、手前の分岐点より踏切までショートカットする経路（ここが旧中山道）が指定されている。ただし、当該区間は踏切側から起点方面への自動車一方通行規制がされている（二輪車は規制対象外だが、踏切前の交差点での合流が厳しい）ため、起点方面から進行する場合は筑波交差点へ迂回する必要がある。
なお、分岐点-筑波交差点間は埼玉県道307号福田鴻巣線（榛名陸橋(北)交差点から分岐点まで当路線と重複）、筑波交差点-踏切間は鴻巣市道吹345号である。
以降は高崎線の南側をしばらく走り、第三中仙道踏切で再び線路を渡り、北側に出てすぐの同市加美で埼玉県道164号鴻巣桶川さいたま線の加美交差点に至る。
吹上地区内の吹上本町交差点（起点から約800メートル）から終点・加美交差点までの間は旧中山道である（起点から吹上本町交差点を通り、筑波交差点の直進方向・埼玉県道307号福田鴻巣線は旧国道17号だったので起点から吹上本町交差点間も以前は中山道と呼ばれていた。現在は榛名陸橋(北)交差点-筑波交差点間が「中仙道通り」という愛称になっている）。旧中山道であるが、吹上本町交差点の当路線との分岐部、前述の筑波交差点手前の分岐部や、第四中仙道踏切前後、前砂地区の市道富士見通りとの交差部は、旧中山道の直線化経路の廃止を伴う構造変更が成されており、当路線は右左折を要する。
総延長：6,389 m

## 通過する自治体

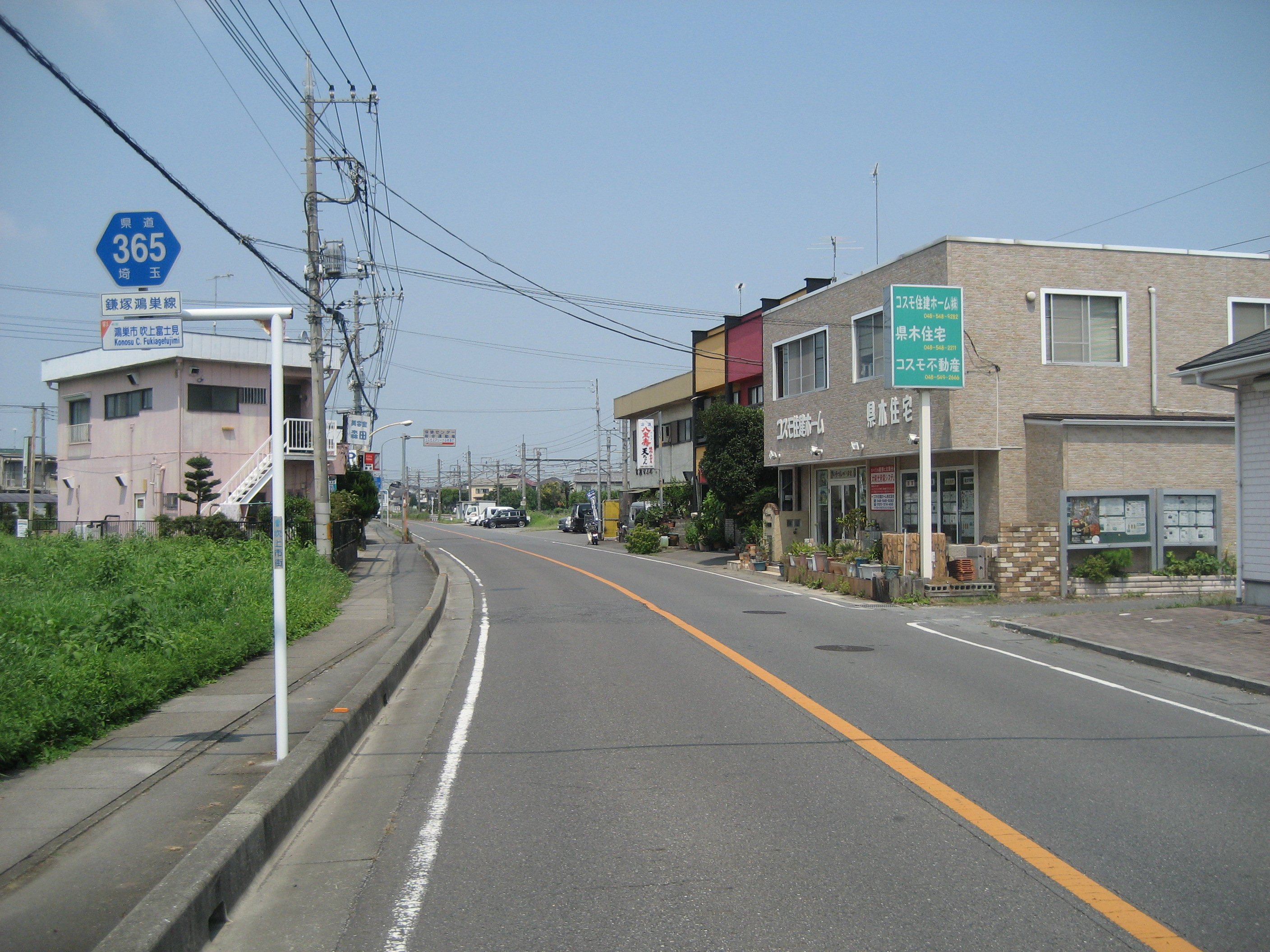
鴻巣市吹上富士見付近

- 埼玉県
  - 鴻巣市

## 交差する主な道路
- 国道17号：鎌塚(北)交差点（起点）
- 埼玉県道66号行田東松山線：榛名陸橋(北)交差点 - 吹上駅前交差点（重複区間。ただし、66号は、榛名陸橋(北)交差点で重複せず交差するのみのルートもある）
- 埼玉県道137号吹上停車場線：吹上駅前交差点
- 埼玉県道307号福田鴻巣線：榛名陸橋(北)交差点 - 吹上駅前交差点 - 筑波地内（重複区間）
- 埼玉県道76号鴻巣川島線：宮前交差点
- 埼玉県道164号鴻巣桶川さいたま線：加美交差点（終点）
※ 榛名陸橋(北)交差点 - 吹上駅前交差点間は、365号・66号・307号の3重重複区間

## 周辺
- 吹上駅
- 元荒川
- 埼玉県立吹上秋桜高等学校（旧吹上高等学校）
- 北鴻巣駅
- 氷川八幡神社
- 鴻巣市立箕田小学校
- 龍昌寺
- 箕田公民館
- ベルク鴻巣宮前店